# Domingo de Moradell
Domingo de Moradell Donzell fou un militar barceloní del segle xvii.

## Vida i Obra
Poc o res es coneix de la vida de Moradell: se sap que el 1639 era sergent major de la coronela de Barcelona i que el 13 de setembre de 1640 fou nomenat membre de la Junta de Guerra en representació de l'estament militar. També va participar en la batalla de Montjuïc (1641).
Es conserva un tractat militar titulat Preludis militars publicat a Barcelona el 1640 i que va ser traduït al castellà el 1674 per Jacint Ayom (probable pseudònim de Jacin Moià). Dins de la migrada producció catalana en aquest ram militar, potser és aquesta una de les obres més dignes de record nascuda després de les tensions amb França (ocupació de Salses, 1639). El llibre comença planyent-se precisament de la decadència de les arts militars a Catalunya.